# Stefka Berowa
Stefka Berowa (bułg.: Стефка Берова, ur. 3 maja 1942 w Sopocie) – bułgarska aktorka filmowa i piosenkarka.  

## Życiorys
Berowa studiowała w Narodowej Akademii Sztuk Teatralnych i Filmowych im. „Krystjo Sarafowa” w Sofii a następnie studiowała w akademii muzycznej w klasie legendarnej Iriny Chmichowej. Pracowała w wielu teatrach dramatycznych w kraju, w tym w prestiżowym Teatrze Narodowym im. Iwana Wazowa w stolicy. Jej kariera piosenkarska zaczęła się od „Studio 5” i zespołów „Metronom” i „Sofia”. Stworzyła legendarny duet w życiu i na scenie z Jordanem Marchinkowem. Oboje szybko stali się ulubieńcami w Bułgarii. Ich piosenka Semeen Spomen Za Pomorie stała się popularnym hymnem miłości, za który otrzymali w 1975 roku nagrodę na festiwalu piosenki Burgas i morze (Бургас и морето). Stworzyli razem wiele niezapomnianym przebojów i stali się najpopularniejszym duetem na rodzimej scenie. W okresie największej popularności dawali 800 koncertów rocznie podróżując po całej Bułgarii. Współpracowali z najlepszymi kompozytorami: Atansem Kossewem, Miszą Waklinowem, Tonczo Russewem, Naidenem Andreewem, Zornitsą Popową i innymi.
W 1990 roku rozpadło się ich małżeństwo i Berowa rozpoczęła solową karierę. Teksty jej piosenek z tego okresu nabrały nowego, głębszego znaczenia. Większość z nich stworzyła dla niej poetka Nadjeżda Zachariewa, z którą się przyjaźniła. Inną ważną dla niej osobą była piosenkarka Katja Filipowa, której śmierć w 2012 roku ciężko przeżyła. Stefka Berowa jest członkiem komitetu inicjatyw Fundacji im. Stefana Woronowa, chętnie śpiewa na koncertach charytatywnych, szczególnie tym przeznaczonym dla ochrony dzieci i pomocy osobom bezdomnym. W 2016 roku otrzymała od prezydenta Bułgarii odznaczenie św. Cyryla i Metodego.

## Wybrane role
- 1965: Bohater naszych czasów, Bela, tyt. org. Bella: Geroy nashego vremeni
- 1969: Wolność albo śmierć, tyt. org. Svoboda ili smart
- 1975: Dzielnica willowa, tyt. org. Wilna Zona
- 1988: Czas przemocy, tyt. org. Vreme na nasilie
- 2011: Conan Barbarzyńca, tyt. org. Conan the Barbarian
- 2013: Pająki, tyt. org. Spiders